# Norrviken (Väddö socken, Uppland)
Norrviken är en sjö i Norrtälje kommun i Uppland och ingår i Skeboån-Broströmmens kustområde. Sjön har en area på 0,0579 kvadratkilometer och ligger 2,8 meter över havet.

## Delavrinningsområde
Norrviken ingår i det delavrinningsområde (665104-167467) som SMHI kallar för Rinner mot Väddö kustvatten. Medelhöjden är 11 meter över havet och ytan är 45,44 kvadratkilometer. Det finns inga avrinningsområden uppströms utan avrinningsområdet är högsta punkten. Avrinningsområdets utflöde mynnar i havet, utan att ha någon enskild mynningsplats. Avrinningsområdet består mestadels av skog (79 procent). Avrinningsområdet har 0,2 kvadratkilometer vattenytor vilket ger det en sjöprocent på 0,4 procent. Bebyggelsen i området täcker en yta av 1,99 kvadratkilometer eller 4 procent av avrinningsområdet.